# 鹽州郡
鹽州郡（：／ Yŏmju gun */?）是朝鮮民主主義人民共和國平安北道的一個郡，位於该道西部沿海。西南為西朝鮮灣。面積288.3平方公里。

## 區劃史
1952年自龍川郡分出 （原為龍川郡的南半部）。

## 下轄區劃
下分一邑、二十一里。